# Heinrich Schliemann

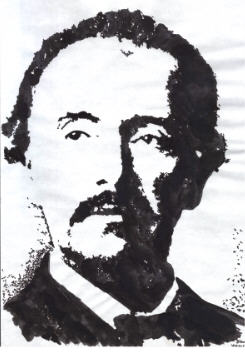
Heinrich Schliemann

Heinrich Schliemann (pronunție /'ʃli:man/ (v. AFI); n. 6 ianuarie 1822, Neubukow, Republica Democrată Germană, Confederația Germană – d. 26 decembrie 1890, Napoli, Regatul Italiei) a fost un arheolog german, care a identificat urmele legendarei cetăți grecești antice Troia din Asia Mică, azi în Turcia.
Deși ca adult pretindea că nu a primit educație în copilărie, Schliemann a fost în stare la vârsta de 11 ani să scrie un eseu în latină despre Ulise și Agamemnon, urmând apoi, pentru o perioadă, o școală preparatorie. Despre sine Schliemann spunea ca s-ar fi născut cu o „dispoziție naturală către misterios”, dar își falsifica frecvent propria biografie, fabulând chiar și în jurnalul său personal.
În diversele slujbe legate de comerț pe care le-a avut, el și-a dezvoltat talentul pentru limbi străine, devenind fluent, printre altele, în limbile germană, olandeză, engleză, franceză, rusă, greaca veche și cea modernă. Aceste aptitudini l-au ajutat să promoveze în poziții din ce în ce mai înalte. Interesul său pentru de cultura Greciei Antice l-a condus la studiul limbilor clasice, în timpul căruia a memorat pasaje întregi din Homer, autor care i-a deschis curiozitatea și asupra autenticității istorice a Războiului troian.
În 1846 a devenit, cu un succes deosebit, reprezentant comercial în St. Petersburg în Rusia. În 1850 Schliemann a vizitat pentru prima dată America, iar ceva mai târziu a deschis chiar, pentru câteva luni, o bancă în California. La reîntoarcerea în Rusia în 1852 se căsătorește cu Ekaterina Lîșina, cu care a avut o căsnicie nefericită, deși afacerile sale prosperau. Războiul Crimeii l-a făcut să devină un om deosebit de bogat, astfel că după 1867 a putut călători și mai mult și a devenit arheolog.

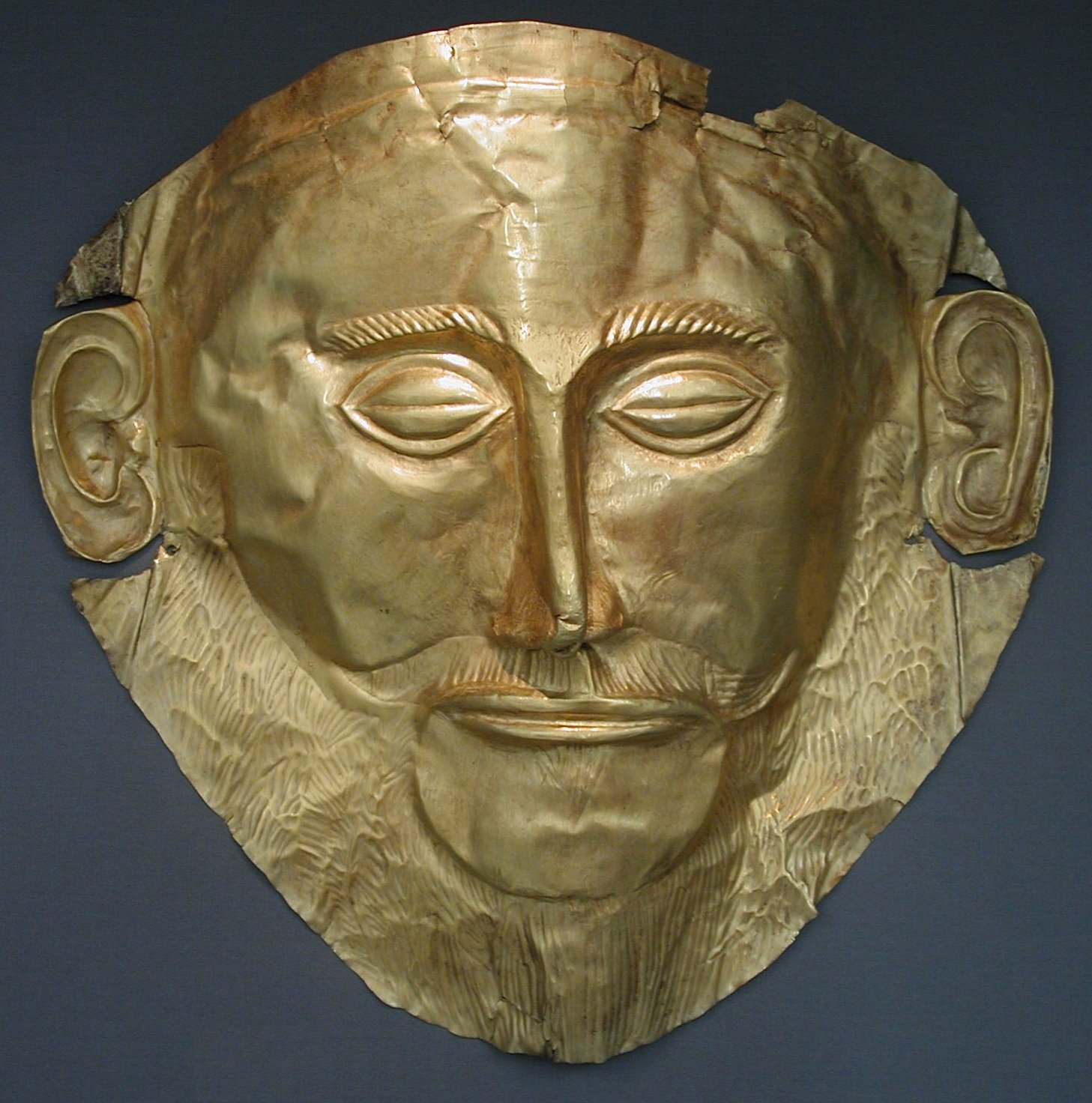
Masca de aur a lui Agamemnon, găsită de Schliemann la Micene

În 1869 Schliemann revine în Statele Unite, unde primește cetățenia americană, iar apoi obține divorțul. Fascinația sa față de lumea greacă l-a determinat apoi să se căsătorească cu grecoaica Sophia Engastromenos, care avea pe atunci 17 ani. Această a doua căsătorie a sa a fost reușită; perechea a avut doi copii, o fată și un băiat.
În toate eforturile sale arheologice Schliemann a încercat să dovedească istoricitatea Războiului troian. Abordarea sa arheologică a fost în bună măsură științifică, spre deosebire de practica timpului, ce aducea a vânătoare de comori. Schliemann enunța ipoteze și apoi le testa, ca în orice altă știință.
Cercetările sale de la Isarlîk (în Anatolia, astăzi Turcia) dintre 1871 și 1872 au dovedit că acesta este locul cel mai probabil al poziției vechii cetăți Troia. În 1876 cercetările sale de la Micene (în Peloponez, Grecia) au adus la lumină civilizația miceneană, necunoscută până atunci. În 1878 și 1879 și-a continuat cercetările la Isarlîk.
Schliemann a reușit să înșele autoritățile otomane, ducând in Germania o mulțime de obiecte de aur, descoperite la Isarlîk. Posesia colecției furate apoi de sovietici în timpul celui de-al Doilea Război Mondial este încă și azi motiv de dispută între Turcia, Germania, Rusia și Grecia.
Schliemnan este înmormântat într-un mausoleu ridicat pe o colină ateniană. 